# Aristainetos
Aristainetos (Oudgrieks: Ἀρισταίνητος) is de conventionele naam van de auteur van een verzameling van vijftig fictieve erotische brieven (έρωτικαί έπιστολαί). Het werk, dat vermoedelijk in de late 5e of vroege 6e eeuw tot stand kwam, voert een intertextueel spel met Plato, Menandros, Loukianos en andere auteurs. Van de schrijver is in essentie niets bekend. Zijn naam werd verward met de correspondent van de (verloren) eerste brief en is dus niet authentiek.

## Nederlandse vertaling
- Wat ik schrijf, komt uit een verliefd hart. Brieven van en over geliefden door Aristainetos, vert. Hein van Dolen, ill. Sanne van Tongeren, 2020. ISBN 9789493102880

- Bibsys: 94010419
- Biblioteca Nacional de España: XX1366636
- Bibliothèque nationale de France: cb121756498 (data)
- Catàleg d'autoritats de noms i títols de Catalunya: 981058529169406706
- CiNii: DA02997048
- Gemeinsame Normdatei: 118645706
- International Standard Name Identifier: 0000 0003 8191 2732
- Library of Congress Control Number: nr90020062
- Nationale bibliotheek van Australië: 61292731
- Nationale Bibliotheek van Israël: 987007257967405171
- Nationale en Universitaire bibliotheek Zagreb: 000649303
- Nederlandse Thesaurus van Auteursnamen: 073831441
- Réseau des bibliothèques de Suisse occidentale: 02-A000009509
- Istituto Centrale per il Catalogo Unico: MILV069189
- LIBRIS: 175424
- Système universitaire de documentation: 030315476
- Trove: 1038868
- Virtual International Authority File: 263258144
- WorldCat: E39PBJqfFwGyc7mcMk6VxktR8C